# Estil musical
Un estil musical és una categoria de músiques amb un nombre remarcable i prou similituds relatives a la seva sonoritat; són categories que agrupen músiques que sonen de maneres prou semblants. La sonoritat d'una música i, per tant la seva inclusió en un estil o en un altre depèn de dos factors que són els determinants principals de l'estil:
- Els efectius sonors que es posen en joc, és a dir els instruments i/o les veus que hi intervenen.
- Les tècniques emprades per a la producció d'aquesta música.

Atès que en una producció musical hi intervenen processos de composició i d'interpretació, aquests dos elements determinants tant es refereixen a l'una com a l'altra. Per això, tot i que habitualment el concepte d'estil musical es refereix molt més a la composició que no pas a la interpretació, no es pot oblidar aquest segon aspecte.

## Estils i composició
Un compositor tria a l'hora d'emprar uns efectius sonors o uns altres en determina l'estil. Així, per exemple, un productor musical que ha de produir un enregistrament de músiques del món acaba fent una o més opcions entre una enorme camp de possibilitats, mentre que un compositor que al segle xvi volia fer una col·lecció de madrigals tenia un ventall molt més reduït de possibilitats.
Les tècniques de composició que l'autor té al seu abast són -sobretot- la melodia, l'harmonia, el contrapunt i la instrumentació, a part de les de producció i postproducció en el cas que es tracti d'una obra que ha de ser enregistrada.

## Estils i interpretació
Les tècniques d'interpretació són diverses i estan molt en funció de cada tipus d'instrument, però l'ús d'unes o d'unes altres amb cada instrument o veu, i amb cada conjunt vocal o instrumental depèn fonamentalment de si es vol recrear la sonoritat original d'aquella música mitjançant l'ús de tècniques interpretatives d'aquell context, o si aquesta recreació no és l'objectiu i es pretén una relectura del text musical. El moviment de la música antiga des de mitjan segle xx ha propiciat la difusió del primer plantejament, si bé el segon també manté la seva vigència.

## Classificació dels estils
Les similituds de sonoritat en què es fonamenta la noció d'estil musical poden funcionar a nivells molt diferents, la qual cosa fa que també calgui parlar d'estils musicals a nivells diferents.
Una primera categorització ve donada per la cronologia i per components geogràfics. Sobretot en la música clàssica es treballa sobretot amb una classificació d'estils per períodes: música medieval, música del Renaixement, música barroca, música del classicisme, música romàntica, música impressionista, i les diverses denominacions dels estils que s'han succeït al llarg dels segles xx i XXI. També en el terreny de la música popular o moderna, la majoria de denominacions d'estil ens remeten a l'època en què va sorgir aquell estil, sense perjudici que posteriorment altres autors o grups hagin continuat fent noves creacions cercant aquella sonoritat, a base d'emprar els mateixos instruments i veus, i les mateixes tècniques compositives i interpretatives. Així succeeix amb el bebop, el hard bop i el cool jazz en el terreny del jazz, o el soul, la música disco o el house en un altre terreny.
També és cert que el component geogràfic té la seva importància. Encara dins de la música popular, així succeeix en els estils de la música llatina que inclou músiques tan diverses com la salsa o la samba; quelcom semblant podem trobar dins del que alguns anomenen música mediterrània. Semblantment succeeix en la música clàssica i en la música antiga. Així, per exemple, per referir-se a la música del període del Barroc en què la música que es fa a Itàlia és molt diferent de la que es fa a França o a Anglaterra, o a Alemanya -on s'acaba fent una síntesi de les dues primeres- és habitual emprar les expressions estil barroc francès i estil barroc italià o directament estil francès i estil italià, segons el context.
Com s'ha dit, aquestes similituds poden ser enteses a nivells diferents. per això, dins de denominacions d'estil genèriques com puguin ser la de Classicisme o la de Heavy Metal, i especialment quan hom té un cert grau de coneixement de l'estil, és fàcil establir diferències pel que fa als autors o als grups musicals (segons que parlem de música clàssica o popular): l'estil de Mozart no és el de Haydn, com el de Metallica o és el d'Iron Maiden. A vegades, alguns autors o grups comparteixen unes similituds estilístiques que permeten fer un subgrup. Així, dintre de la música del classicisme, Haydn i Mozart, malgrat les seves diferències, comparteixen trets estilístics de la denominada escola de Viena o Classicisme vienès, mentre que l'obra de Luigi Boccherini, tot i que té els trets fonamentals del classicisme, no pertany a l'escola de Viena. Sobretot en música clàssica la denominació d'escola és una categoria que permet agrupar un cert nombre de compositors que comparteixen uns certs trets estilístics. Finalment, encara, i especialment en el cas d'autors que han compost al llarg de molts anys i/o ho han en direccions molt diferents, s'arriba a parlar de l'estil dels seus primers anys, o del seu darrer estil, o de l'estil d'un determinat període de la seva vida. Un exemple d'això seria Igor Stravinski.